# ボブ・ディラン
ボブ・ディラン（Bob Dylan、出生名：ロバート・アレン・ジマーマン（Robert Allen Zimmerman）、1941年5月24日 - ）は、アメリカ合衆国のシンガーソングライター。出生名は上記の通りだが、後に戸籍上の本名もボブ・ディランに改名している。「ボブ」はロバートの愛称、「ディラン」は詩人ディラン・トマスにちなむ。
「風に吹かれて」「時代は変る」「ミスター・タンブリン・マン」「ライク・ア・ローリング・ストーン」「見張塔からずっと」「天国への扉」他多数の楽曲により、1962年のレコードデビュー以来半世紀以上にわたり多大なる影響を人々に与えてきた。現在でも、「ネヴァー・エンディング・ツアー」と呼ばれる年間100回ほどの公演活動を中心に活動している。
グラミー賞やアカデミー賞をはじめ数々の賞を受賞し、ロックの殿堂入りも果たしている。また長年の活動により、2012年に大統領自由勲章を受章している。そのほか、2008年にはピューリッツァー賞特別賞を、2016年には歌手としては初めてノーベル文学賞を受賞している。
「Q誌の選ぶ歴史上最も偉大な100人のシンガー」において第18位、「ローリング・ストーンの選ぶ歴史上最も偉大な100人のシンガー」において第7位、「ローリング・ストーンの選ぶ歴史上最も偉大な100組のアーティスト」において第2位、「ローリング・ストーンの選ぶ歴史上最も偉大な100人のソングライター」において第1位を獲得している。

## 人物と宗教
ディランは、よくメッセージソングやプロテストソングの旗手と評される。ジミ・ヘンドリックスはディランに心酔しており、またサム・クックは「風に吹かれて」を聴いて、曲が黒人ではなく白人によって書かれたことが信じられなかったと述懐した。しかしながら、このような評価を本人は迷惑に感じており、同世代については「ほとんど共通するものも無いし、知らない」と述べ、自分の詩が勝手に解釈され、運動の象徴として扱われることに辟易していると明かす。自身の関心事は「平凡な家庭を築く」「自分の子供の少年野球と誕生日パーティー」と述べている。
元々ユダヤ人、ユダヤ教徒として出生したが、1970年代末には宣教師ビリー・グラハムの影響を強く受け、福音派プロテスタント（聖書に純粋な信仰を置く一般的キリスト教）に改宗したことで非難を浴びた（ジョン・レノンは、ディランのイエス・キリストを讃える歌詞に反発し、反対の意味のアンサー・ソングを書いている）。ソニー・ミュージックなどによれば、1983年以降はユダヤ教に回帰している。
英セント・アンドルーズ大学や、米プリンストン大学は、彼に名誉博士号を与えている。ディランは「現行の音楽をすべて忘れて、ジョン・キーツやメルヴィルを読んだり、ウディ・ガスリー、ロバート・ジョンソンを聴くべし」と後進のアーティストに提言している。
歌詞や自伝における引用・盗用（盗作）が数多く指摘されている。佐賀純一やジャック・ロンドン、アーネスト・ヘミングウェイ、ヘンリー・ティムロッドや、旅行ガイドからの引用も突き止められてきた。絵画は映画「パリ、テキサス」「黒い罠」の場面からの盗用が発覚している。さらにエド・クック教授は、ディラン自伝での盗用を発見し、失望したと述べている。ジョニ・ミッチェルは、LAタイムズ紙の取材の中で、「ディランは盗作野郎で、名前も声もインチキ、まがいもの。彼と私は昼と夜みたいなもの。彼は彼。私は私」と厳しく批判している。
2012年10月発売の米誌ローリング・ストーン（フランス語版）のインタビューで米国の人種間関係について問われた際に、「奴隷主や（クー・クラックス・）クランの血が混じっている人がいれば黒人はそれを感じ取る。そういうことは今日にも残っている。ユダヤ人ならナチスの血を感じ取り、セルビア人ならクロアチア人の血を感じるように」などと応じ、クロアチア人に対する憎悪を煽情する発言として在仏クロアチア人協議会から告訴された。2013年11月中旬、これを受けたフランス司法当局により、侮辱行為と憎悪扇動の罪で刑事訴追されたが、2014年4月15日にパリの裁判所により訴えは棄却された。

## 経歴

### 生い立ち
1941年5月24日、ミネソタ州ダルースに生まれる。ヘブライ語の名はシャブタイ・ツィメルマン（シャプサイ・ジスル）（イディッシュ語: שַׁבְּתַאי זיסל בֶּן אַבְרָהָם צימערמאַן‎ Šabsay Zisl ben Avrohom Tsimerman）。ジスルはイスラエルの愛称。祖父母はロシア帝国のオデッサ（現ウクライナ）やリトアニアからの移民であり、父エイブラハム・ジマーマン(1911 - 1968)と母ビアトリス・ストーン（愛称ビーティー）(1915 - 2000)は小規模だが絆の固いミネソタのアシュケナジム・ユダヤ人の一員だった。1946年、弟デヴィッド誕生。1947年頃、一家はヒビングに転居する。
幼少時より家にあったピアノを独習。「ラジオを頻繁に聴いていた。レコード店に入り浸り、ギターをかき鳴らし、ピアノを弾いて、自分の周りにはない別の世界からの歌を覚え」て育つ。初めてのアイドルはハンク・ウィリアムズ。ハイスクール時代はロカビリーの全盛期で、ディランもまたエルヴィス・プレスリーらにあこがれバンドを組んで演奏活動を始める。ハイスクールの卒業アルバムには「リトル・リチャードと共演すること」が夢だと記している。1959年夏、ノースダコタ州ファーゴでエルストン・ガンという名でボビー・ヴィーのバンドにピアニストとして加入し、ステージを数回経験する。
1959年9月、奨学金を得てミネソタ大学に入学するも半年後には授業に出席しなくなる。持っていたエレキ・ギターをアコースティック・ギターに交換。ミネアポリスでフォーク・シンガーとしての活動を始め、この時にボブ・ディランと名乗っていた。「ボブ」はロバートの愛称ボビーから、「ディラン」は詩人のディラン・トーマスから取ったとも、また叔父の名前であるディリオンから取ったとも述べている。アメリカ土着のブルース、ヒルビリーへの傾倒を深めていたこのころ、ウディ・ガスリーのレコードを聴き大きな衝撃を受ける。

### 1960年代

#### ニューヨークへの移住とレコードデビュー

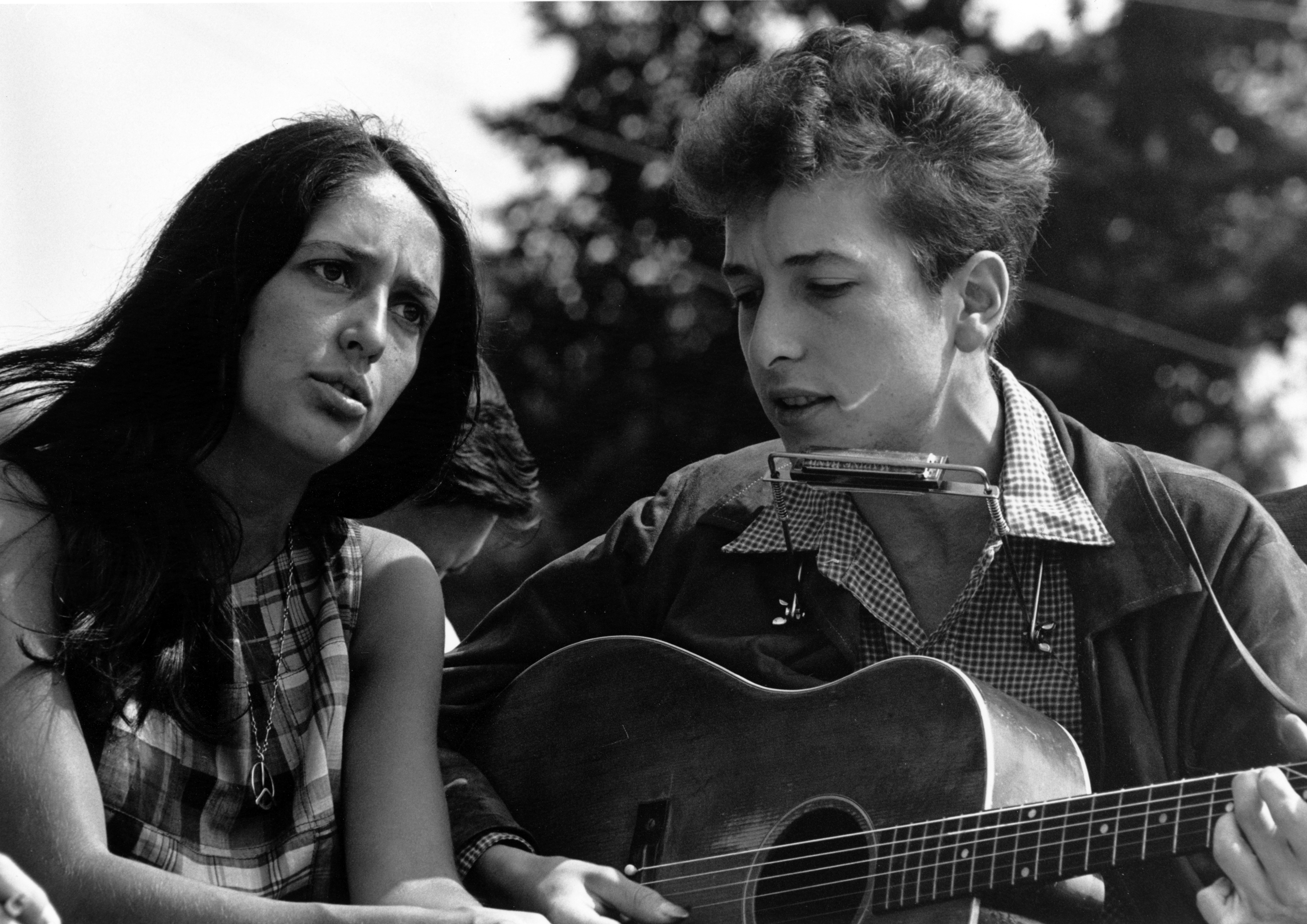
ジョーン・バエズとディラン（1963年）

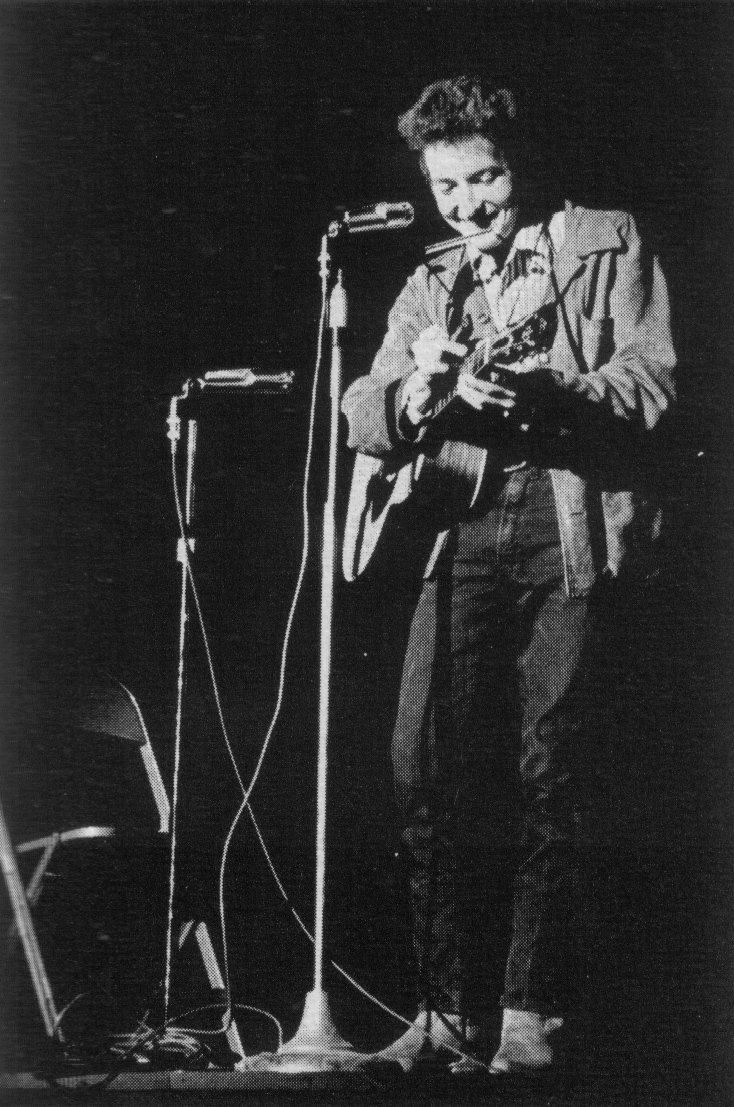
ニューヨーク・セントローレンス大学でのステージ（1963年）

1960年5月、ミネソタ大学を中退した、同年12月にニューヨークに移住。1961年2月初め、ニュージャージー州モリス郡のグレイストーンパーク精神病院で療養中のウディ・ガスリーを見舞った。ディランは、グリニッジ・ヴィレッジ周辺のフォーク・ソングを聴かせるクラブやコーヒーハウスなどで弾き語りを始めたが、やがてハリー・ベラフォンテのバンドで初めてプロのレコーディングを経験。キャロリン・ヘスターのレコーディングに参加したことや、ニューヨーク・タイムズ紙で好意的に論評されたことを契機に、コロムビア・レコードのジョン・ハモンドにその才能を見出され、1962年3月にアルバム『ボブ・ディラン』でレコードデビューする。しかし同年の成績は5,000枚程にとどまり、これはコロムビアの期待していた売上の3分の1に過ぎなかった。
当初は、トラッド・フォークやブルースを中心に歌っており自作曲は少なかったが、ニューヨークで出会った人達、絵画、ミュージカル、レコード、ランボー、ヴェルレーヌ、ブレイクといった象徴主義的な作風の詩人の表現技巧など、さまざまなものに創作上の影響を受け、急速に多くの自作曲を書いた。「オンリー・ア・ホーボー〜トーキン・デビル」「ジョン・ブラウン」「ザ・デス・オブ・エメット・ティル」など初期作品の一部は、トピカルソングを紹介する『ブロードサイド』誌に掲載され、録音は同レーベル（後にフォークェイズ）のオムニバスに収録、ブラインド・ボーイ・グラント（Blind Boy Grunt）なる変名でクレジットされている。
アルバート・グロスマンがマネージャーに就任すると、幅広い活動が可能になり、他のアーティストへの楽曲提供が発案された。しかし一方でグロスマンとハモンドが契約をめぐって対立。2枚目のアルバムのレコーディング中に、プロデューサーはトム・ウィルソンに交代する。1962年12月、ロックンロールそのもののシングル「ゴチャマゼの混乱」を発表しているが、あまりに印象が異なるため早々に回収された。

#### 時代の代弁者とそれからの脱却
1962年12月から1963年1月、初めてイギリスを訪れ、BBCのテレビドラマ「マッドハウス・オンキャッスル・ストリート (Madhouse on Castle Street)」に出演し、ロンドンのクラブで演奏した。4月12日、タウンホールでソロ・コンサート。5月12日、初の全米中継であるテレビ番組『エド・サリヴァン・ショー』に出演が決まるが、リハーサル後、極右政治団体のジョン・バーチ・ソサエティを揶揄した曲「ジョン・バーチ・ソサエティ・ブルース」を省くよう指示されると、その検閲的行為に怒ってスタジオを出てしまった。同月、モンタレー・フォーク・フェスティバルに出演。タイム誌は「新たなるヒーロー」と紹介した。共演したジョーン・バエズは、以後積極的にディランの楽曲を歌い、行動を共にすることが多くなる。
1963年5月、セカンド・アルバム『フリーホイーリン・ボブ・ディラン』を発売。7月、ピーター・ポール&マリーがカバーした「風に吹かれて」がビルボード2位のヒットを記録する。同月6日、ミシシッピー州グリーンウッドで行われた選挙人登録集会で演奏。同月26日、ニューポート・フォーク・フェスティバルに出演。8月28日、ワシントン大行進で演奏。公民権運動が高まりを見せていたアメリカにおいて、ディランは次第に「フォークの貴公子」として多大な支持を受け、時代の代弁者とみなされるようになっていった。10月26日、カーネギー・ホールでソロ・コンサートを開いた。
1964年1月、アルバム『時代は変る』を発売。しかし、急進化する運動や世間が抱いている大げさな自分の印象に違和感を持ち、次第にスタイルを変化させ、次のアルバム『アナザー・サイド・オブ・ボブ・ディラン』（1964年）では、プロテストソングと呼べる曲を排した。10月31日、フィルハーモニック・ホール「ハロウィーン・コンサート」を開催（『アット・フィルハーモニック・ホール（ブートレッグ・シリーズ第6集）』（2004年）収録）。
この頃から、ディランの楽曲をカバーするアーティストが増加した。中でもザ・バーズによる「ミスター・タンブリン・マン」はビルボードで1位を獲得している。「悲しきベイブ」「はげしい雨が降る」「くよくよするなよ」「イフ・ノット・フォー・ユー ("If Not For You") 」「いつまでも若く ("Forever Young") 」などもよくカバーされている。

#### エレクトリック・ギターの使用
1964年頃から大麻などの薬物の影響が、コンサートやレコーディングでも見られ始めた。ビートルズやローリング・ストーンズをはじめイギリスのミュージシャンとの交流が芽生えたのもこの時期である。ただしビートルズのメンバーはハンブルク滞在中から薬物、セックス、ロックンロールを享受しており、ディランがビートルズに薬物を教えたというのは誤りである。中期以降のビートルズは薬物体験を題材にしたサイケデリックな曲を多く残したが、特に1960年代半ばのジョン・レノンはディランに傾倒し、作風から精神性などの面でディランに触発された。またジョージ・ハリスンとは後に生涯にわたる友情を築くこととなる。（1971のジョージ・ハリスンのバングラデシュ難民救済コンサートにも出演している）
一方、ディラン自身もこれらブリティッシュ・インヴェイジョンに刺激を受け、1965年から1966年にかけて『ブリンギング・イット・オール・バック・ホーム』、『追憶のハイウェイ61』、『ブロンド・オン・ブロンド』とエレクトリック・ギターやドラムを使用した作品を矢継ぎ早に発表した。
従来のフォーク・ソング愛好者、とくに反体制志向のプロテストソングを好むファンなどには、この変化は「フォークに対する裏切り」と解釈された。なかでも1965年7月25日に出演したニューポート・フォーク・フェスティバルで、ディランはバック・バンドと共に数曲演奏したが、トーキングブルースなどの弾き語りを要求するファンから強い非難を受けた。ディランはやむなく舞台を降りた後、アコースティック・ギターを持って再登場し、観客に「お前らなんて信じない」(I don't believe in you, you're a liar!)と言い放ち、過去の音楽との決別を示唆するかのごとく「イッツ・オール・オーバー・ナウ、ベイビー・ブルー」を涙ながらに歌いあげた、という逸話が有名である（しかし、これはあくまでサイ&バーバラ・リバコブの伝記に記述された、ややドラマティックな脚色がもたらした風説である。非難はひどい音響とあまりに短い演奏だったことに対するものであり、実際には歓声もあがっていたという証言もある。また、バンドで用意した曲だけでは時間が余ったため、アコースティック・ギターで数曲を披露したに過ぎないという証言も存在する）。
このような非難にもかかわらず、これら3枚のアルバムでディランは従来以上に新しいファン層を多く獲得した。内省的で作家性の強い原曲を、アメリカ社会のさまざまなルーツミュージックやリズム&ブルースなどのバンドアレンジに乗せたこの時期の作品が、ロック史の大きな転換点として位置づけられている。また、この頃の歌詞はアレン・ギンズバーグらの文学者からも絶賛されるようになっており、ロックの歌詞が初めて文学的評価を獲得したものとして重要である。
中でもアル・クーパー、マイク・ブルームフィールドらの参加でバンド演奏を全面的に取り入れた『追憶のハイウェイ61』からのカット、「ライク・ア・ローリング・ストーン」が、キャッシュボックス誌ではじめて（そして唯一の）シングルチャートNo.1となった（ビルボードでは2位。1位はビートルズの「ヘルプ!」）。その他「寂しき4番街」が7位、「雨の日の女 (Single Edit.) 」がビルボード、キャッシュボックス誌で共に最高2位。「アイ・ウォント・ユー」が20位、「女の如く」が33位を獲得するなど、次々チャートアクションを記録した。しかしその記録だけでなく、今日のミュージックシーンにおいていわゆる「ディランズ・チルドレン」を自認してきた大御所ミュージシャンに、さらに多くのフォロワーが枝分かれしている事実からも「シンガー・ソングライター」という系統を確立した役割は遥かに大きいといえる。
1965年から1966年にかけて、後にザ・バンドとなるバックバンド、レヴォン&ザ・ホークスをしたがえて世界ツアーをこなす。既述のように、ここでも初期の弾き語りを求めるファンやメッセージ性の強い曲を好む観客からの非難、リズムを乱すようにしむける不規則な手拍子、足踏みなどの妨害行為は収まらなかったが、それに対し挑戦的にバンド演奏を繰り広げるディランの姿は『ロイヤル・アルバート・ホール（ブートレッグ・シリーズ第4集）』（1998年）、映画『イート・ザ・ドキュメント(Eat the Document)』などに収録されている。『ロイヤル・アルバート・ホール』では、バンドが次曲の準備をしている最中に観客の一人が「ユダ（裏切り者）!」と叫ぶと、場内に賛同するような拍手や、逆にそれを諌める声などが起こった場面が収められている。その中でディランは「I don't believe you... You're a liar!」と言い放つと、怒涛の迫力で「ライク・ア・ローリング・ストーン」の演奏をはじめた。嵐のような演奏が終わると、放心状態だった会場からは惜しみない拍手が巻き起こったが、ディランはぶっきらぼうに「ありがとう」と言い残し、そのままステージをあとにした。
またこの頃使用し始めたLSDは、ビートルズやザ・ビーチ・ボーイズらと同様、作風にも大きく影響し、特にディランの声を大きく変化させた。
この時期のアルバム未収録曲としては、「ビュイック6型の想い出 ("From a Buick 6") 」のハーモニカバージョン、「窓からはい出せ」のアル・クーパー、マイク・ブルームフィールドによるセッション（当初、「Positively 4th Street」と誤記されたシングル盤が出回ったため回収。再発売され、後に『バイオグラフ』（1985年）に収録された公式バージョンはザ・ホークスとの再録音）などがある。「イート・ザ・ドキュメント」の中でレノンと彼のリムジンの中で会話を収録しようとしたが、なぜか酔っていたディランはまともな会話が出来ず、呆れて失望したレノンは酷い嫌味を言うようになってしまった。結果的にディランは醜態を見せ、それまでディランに傾倒していたレノンに決別を決意させてしまう結果になった。その映像はカットされたがビートルズの海賊盤のＣＤやビデオやＤＶＤに収録されている。

#### バイク事故と隠遁
こうして最初の絶頂期を迎えていた1966年7月29日に、ニューヨーク州ウッドストック近郊で交通事故を起こす。重傷が報じられ、すべてのスケジュールをキャンセルして隠遁。再起不能説や死亡説などの噂が流布した。しかし当時、ドラッグとコンサートツアーに明け暮れ、「競争ばかりの社会から抜け出したかった」ディランにとってはかえってよい休養となった。事故の三週間程前、秘密裏に結婚していたサラ・ラウンズとの間に子供が生まれ、家族以外のことには興味を持てなくなっていたディランの大きな転機である。
翌1967年からはウッドストックに隠遁し、ザ・ホークスのメンバーとともにレコード会社向けデモテープの制作に打ち込む。このセッション音源をもとにしたアセテート盤が配布され、マンフレッド・マンによる「マイティ・クイン ("Quinn the Eskimo (The Mighty Quinn)") 」がキャッシュ・ボックスで10位、全英シングル・チャートで1位を獲得するなど、様々なミュージシャンにカバーされて紹介された。ザ・ホークスは、ザ・バンドと名を改め、このセッションから生まれた「アイ・シャル・ビー・リリースト」「火の車 (This Wheel's on Fire) 」などの楽曲を収録し、ディランが描いた絵をジャケットに掲載したアルバム『ミュージック・フロム・ビッグ・ピンク』（1968年）で単独デビューする。やがてディランとザ・バンドによる膨大な未発表のデモテープがディラン宅の地下室にあるという噂が広がったが、その後大きな問題が生じた。副産物として『グレート・ホワイト・ワンダー (Great White Wonder) 』などの海賊盤が出回り始め、闇の一大市場となってしまったのである。なお、このデモ音源の一部は1975年にロビー・ロバートソンの手により、新たにオーバーダブを加えた改良版として『地下室（ザ・ベースメント・テープス）』の題で公式発表された。
1967年にはベネルックス三国にて、地元のバンドによるコーラスをオーバーダビングした「出ていくのなら ("If You Gotta Go, Go Now") 」が発売された。1991年発売の『ブートレッグ・シリーズ1 - 3集』に収録されたものとは全く違う、ハーモニカなしのものであった。
1967年12月、前作に引き続き、ナッシュビルで録音した『ジョン・ウェズリー・ハーディング』を発表。「見張塔からずっと」は、ジミ・ヘンドリックスがカバーしてヒットする。
1969年に映画『真夜中のカーボーイ』の主題歌の依頼があったが、レコーディングが間に合わず、ハリー・ニルソンの「うわさの男Everybody's Talkin'」に差し替えられるということがあった。その幻の主題歌「レイ、レディ、レイ ("Lay Lady Lay") 」は結局単独作として発表されたが、澄んだ声と奥行きのあるサウンドのこのシングルは全米8位のヒットとなった。ディランにとって、最後のトップ10シングルである。この曲が収録された『ナッシュヴィル・スカイライン』はまさにカントリーといっていいアルバムである。このアルバムでの澄んだ歌声についてディランは、たばこを止めたら声質が変わったと述べてはいるが、次アルバムに収録された「ボクサー」では、しゃがれ声と澄んだ声による多重録音、一人二重唱をやっている。12月には後に自身と同じくミュージシャンとなる息子､ジェイコブ・ディランを授かっている。

### 1970年代

#### 隠遁後からレコード会社移籍まで
1970年6月、『セルフ・ポートレイト』を発表。カントリー、MOR、インストを含む様々なジャンルの曲を無作為に並べた実験精神溢れるアルバムで、評価をとまどう声もあったが売上は好調であった。その直後、活動拠点をナッシュビルからニューヨークに戻し、10月『新しい夜明け』を発表する。
その後、ディランはオリジナルアルバムの制作を中断。それ以降は「バングラデシュ・コンサート」への出演、ジョージ・ハリスン、レオン・ラッセル、ハッピー・トラウム、アール・スクラッグス、デヴィッド・ブロンバーグ、ロジャー・マッギン、ダグ・サムらとセッションしたこと以外は沈黙を守る。
1971年発表の『グレーテスト・ヒッツ第2集』にはディラン自身が出した条件としてレオン・ラッセル、デラニー&ボニー&フレンズとのセッションから2曲、ハッピー・トラウムとのセッションから3曲、そして未発表初期音源としてタウンホールでのライブから「明日は遠く ("Tomorrow Is A Long Time") 」を一切の手を加えない状態で収録。ベスト盤にボーナス・トラックを加える先例となる。また、同年末には久々のプロテストソングである「ジョージ・ジャクソン」を発表。A面にはレオン・ラッセルとのセッションからのビッグ・バンド・バージョン、B面にはアコースティック・バージョンを収録。当時のアメリカの放送局では、歌詞に問題がある場合はそのシングルのB面を放送するのが慣例であったが、このシングルはB面の方が歌詞がより鮮明に聴こえ、逆に効果があった。
1973年、ビリー・ザ・キッドを題材にした映画『ビリー・ザ・キッド/21才の生涯』への出演をきっかけに活動を再開。挿入歌「天国への扉」は多くのアーティストがカバーする楽曲の1つとなった。
この頃CBSソニーから日本独自企画盤として『Mr. D's Collections #1』が特典として配布された。ソニーは以降も#2、#3、『傑作』（1978年）、『武道館』（1978年）、『Dylan Alive!』、『Bob Dylan Live 1961-2000』（2001年）、『ディランがROCK!』（2010年 / 当初は1993年に制作されたが、この時はディランの許可が下りず未発売だった）といった企画盤を企画している。なお、『The Never Ending Tour』という企画盤については、ディランの許可が下りていない。
またこの年、ディランはアサイラム・レコードへの移籍を決断。CBSコロムビアは報復手段として所有する膨大な過去の音源を公開することにし、まずは『セルフ・ポートレイト』のアウトテイク集である『ディラン』を発売する。ディランはアサイラムで2枚のアルバムを発表した後、コロムビアと再契約するが、その要因には過去の音源の権利問題が上げられる。『ディラン』は一度CD化されたが、長らく廃盤であったが、現在では入手可能である。アサイラムから発売した2枚のアルバム『プラネット・ウェイヴス』（1974年）、『偉大なる復活』（1974年）も1977年にコロムビアから再発売された。

#### ツアーへの復帰

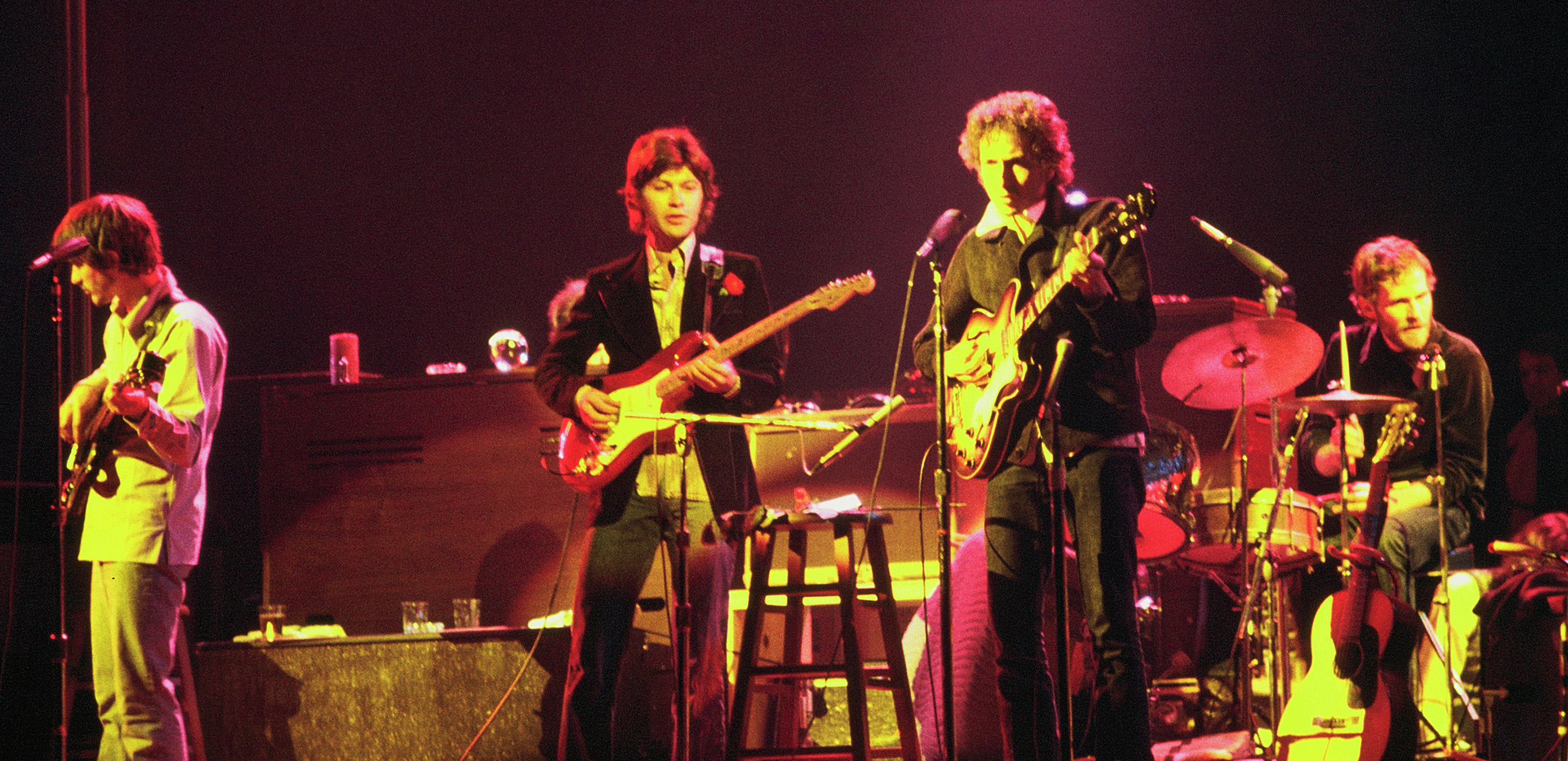
ザ・バンドとのツアーにおける、シカゴでのステージ（1974年）

1974年、かつてのバック・バンドだったザ・バンドを従えてレコーディングした『プラネット・ウェイヴス』を発表。初のビルボードNo.1アルバムとなる。引き続き、ザ・バンドと共に全米ツアーを行った。彼らとの共演は1968年のウディ・ガスリー追悼コンサート、1969年ワイト島音楽祭、1971年大晦日のザ・バンドコンサートのゲスト以来、5回目である（最後は1976年の『ラスト・ワルツ』だった）。しかし、十分な人気を得たザ・バンドとの力関係は対等になり、バンドサウンドとしては完璧で非の打ち所のないものながら、ディランは退屈さを覚えていたようである。このツアーの模様はライブ盤『偉大なる復活』に収録された。
翌1975年には、『ブロンド・オン・ブロンド』のサウンドと『ナッシュヴィル・スカイライン』の透明感を併せ持つコロムビア復帰作『血の轍』を発表。内省的で沈鬱な内容にもかかわらず、これも1位を獲得。ディランは当時、マリー・トラヴァース（ピーター・ポール&マリー）のラジオ番組で「なぜ、このような暗いアルバムが好かれているのか理由がわからない」と述べている。この作品は、当初ニューヨークで録音されてプレス盤も出回ったが、ディラン本人が発売を制止し、ミネアポリスで半数を取り直した。録音にはミック・ジャガーが立ち会った。ジャガーはオルガンも弾いたそうだが、採用されたかは不明。ニューヨークでの音源からは「リリー、ローズマリーとハートのジャック ("Lily, Rosemary and the Jack of Hearts") 」だけが公開されなかった。

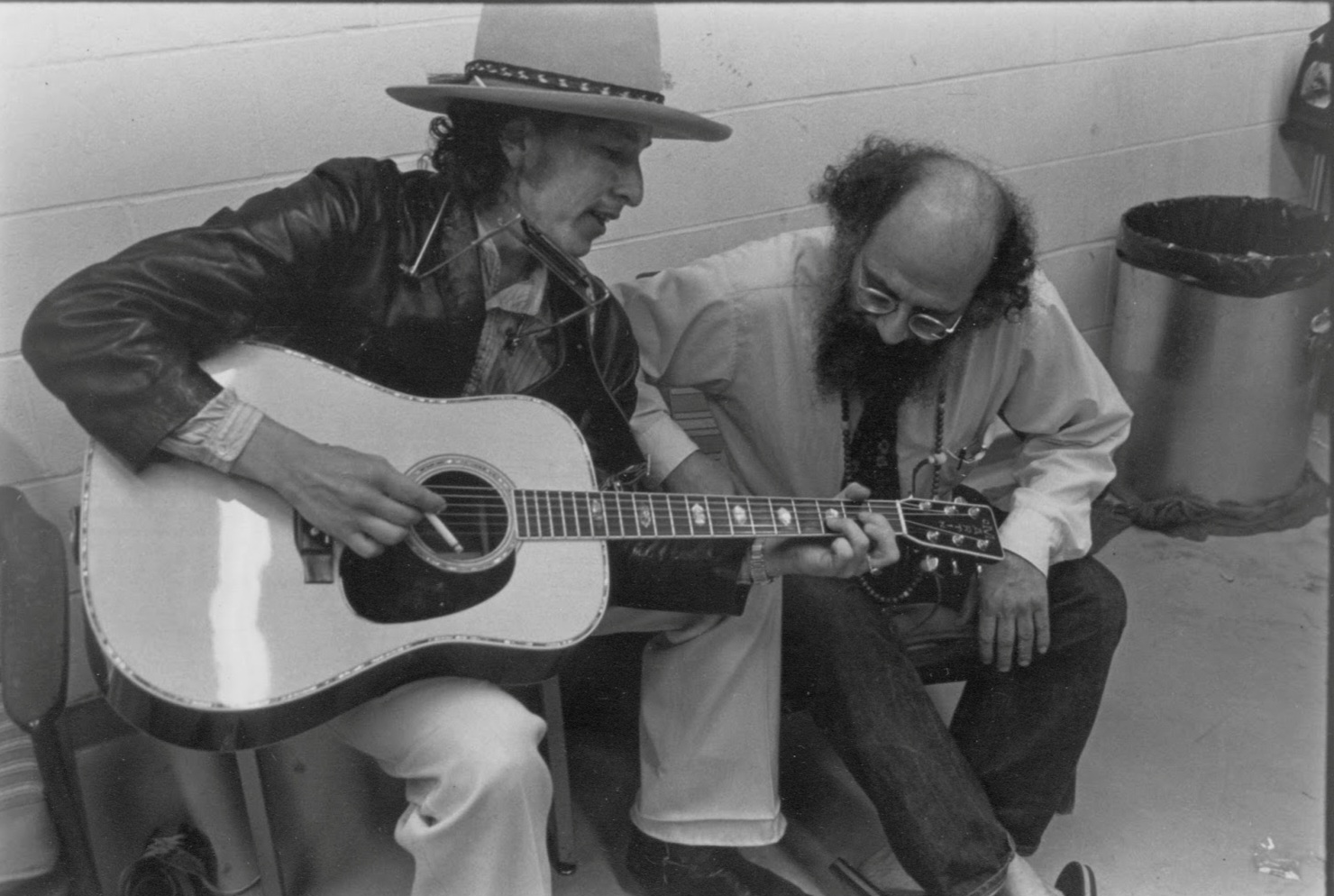
「ローリング・サンダー・レヴュー」のバックステージ。アレン・ギンズバーグと（1975年）

また1975年10月から12月と1976年4月から5月の2つの時期にかけて「ローリング・サンダー・レヴュー」と銘打ったツアーを行なった。これは事前の宣伝を行わずにアメリカ各地の都市を訪れ、小規模のホールでコンサートを行なうというもので、かつてのフーテナニーの復刻ないし、巨大産業化したロック・ミュージックに対する原点回帰の姿勢を提示した。このツアーでは、ディラン自身が監督をつとめた映画『レナルド&クララ』の撮影もあわせて行われた。このツアーの模様は『ローリング・サンダー・レヴュー（ブートレッグ・シリーズ第5集）』（2002年）、『激しい雨』（1976年）、映画『レナルド&クララ』、テレビ番組『Hard Rain』などに収録されている。このツアーメンバーを主として、ツアー開始直前に録音されたアルバム『欲望』が1976年初頭に発表され、チャート1位を獲得するとともに自身最大の売上を記録した。
1978年には映画『レナルド&クララ ("Renaldo and Clara")』が公開されるが、内容が難解すぎると不評を買い、興行的には失敗。はじめは4時間弱だったが、後に2時間の短縮版が編集され再度公開。だが結局評価は変わらずじまいであった。封切りに先立ち『4 Songs From "Renaldo & Clara"』というEPが業界内に配布された。サウンドトラック盤からの抜粋であるが、オリジナル盤は公式発表されていない。

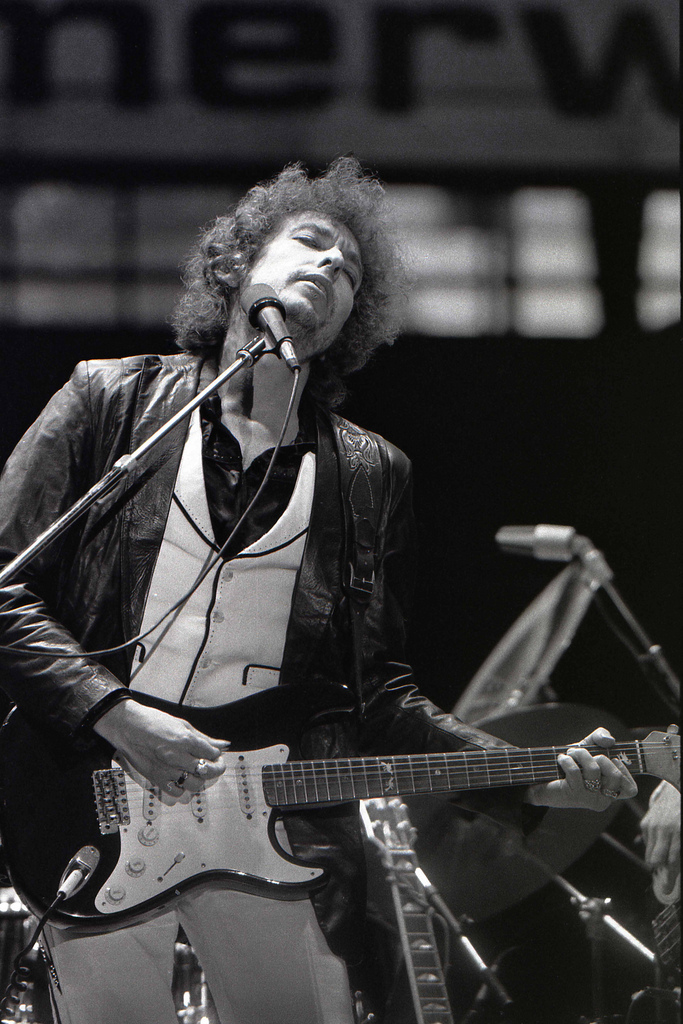
オランダ・ロッテルダムでのステージ（1978年）

1978年、12年ぶりにワールド・ツアーを開始した。2月から3月にかけては初の来日公演を行ない、東京公演の模様が『武道館』に収録、発売された。1971年のレオン・ラッセル・セッション以来の女性コーラス、ホーンセクションを含むビッグバンド編成である（ディランは1987年のツアーまで女性コーラスを導入していた）。また、ツアー中には、ツアーメンバーとともに『ストリート・リーガル』を制作。日本滞在時に作曲したという「イズ・ユア・ラヴ・イン・ヴェイン ("Is Your Love in Vain?") 」も収録されており、イギリスなどでヒットとなった。
なお、来日記念盤として日本限定で発売された『傑作』には、アルバム未収録の「親指トムのブルースのように ("Just Like Tom Thumb's Blues", Live at Liverpool) 」「スペイン語は愛の言葉 "Spanish Is The Loving Tongue" (Piano Solo Version) 」「 ジョージ・ジャクソン (Big Band Version) 」「リタ・メイ」などが収録された。後にオーストラリアとニュージーランドでCD化されたが、入手困難となっている。

#### 福音派への改宗
ワールド・ツアー終了後、ボーン・アゲイン・クリスチャン (Born again Christianity) の洗礼を受けたことが明らかになった。
1979年発表の『スロー・トレイン・カミング』はディラン流のゴスペルで占められていた。このアルバムはマッスルショウルズの専属スタジオミュージシャン達の手により制作された、ディラン初の“プロフェッショナル”なアルバムである。このアルバムは旧来のファン離れを招いたものの、売れに売れてグラミー賞も獲得した。本作収録曲の「ガッタ・サーヴ・サムバディ(Single Edit.)」はディラン最後のトップ40シングルである。シングルB面の "Trouble in Mind" はアルバム未収録。また、未発表の "Ain't No Man Righteous, No Not One" もレゲエ・グループのJah Mallaにカバーされるなど、この時期の曲は比較的人気が高くトリビュート・アルバムも作られている。

### 1980年代

#### キリスト教三部作の終了

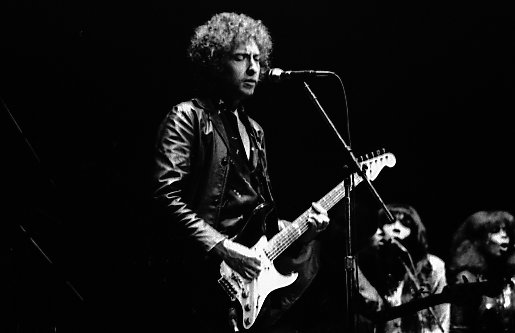
カナダ・トロントでのステージ（1980年）

前述の『スロー・トレイン・カミング』と1980年発表の『セイヴド』、1981年発表の『ショット・オブ・ラブ』は「ゴスペル三部作」と呼ばれる。この時期のコンサートでは、当初これらの作品群に含まれる楽曲しか演奏しなかったため、不評を買い動員にも伸び悩んだ。その結果を考慮して、後期のツアーでは初期のヒット曲も織り交ぜた折衷版として妥協の姿勢も見せた。ディランはこの当時のサウンドにはかなり誇りを持っていたようで、ライブアルバムの発表を望んだが、コロムビアに拒否された。『ショット・オブ・ラブ』のアルバム未収録曲としては "Let It Be Me" 、「デッド・マン、デッド・マン ("Dead Man, Dead Man", Live Version) 」がある。後者は1989年「ポリティカル・ワールド ("Political World") 」のカップリングで発表された後、『Live 1961-2000』に再録。1981年にはそれまでの代表曲、未発表曲を網羅したコンピレーションアルバム『バイオグラフ』の企画が持ち上がる。発売には4年を要したため、1982年以降の曲は収録されていない。
ソニー・ミュージックとクリスチャン・トゥディ(2016/10月)が伝えたところによれば、ディランは83年の「インフィデル」からユダヤ教に回帰している。確かにダイアー・ストレイツのマーク・ノップラーをプロデューサーに迎えて製作した『インフィデル』(1983)はキリスト教色は薄れている。ディランが21世紀に入ってからも福音派を信仰しているという誤りは、アル・カシャというキリスト教者による希望的憶測に過ぎなかった。ノップラーは制作途中で自身のワールドツアーに出てしまい、残されたテープをディラン自身がミックスしたこのアルバムにはノップラーも含め、選曲、アレンジなどに不満の声が集まった。このアルバムからのシングル「スウィートハート ("Sweetheart Like You") 」はビルボード55位だった。

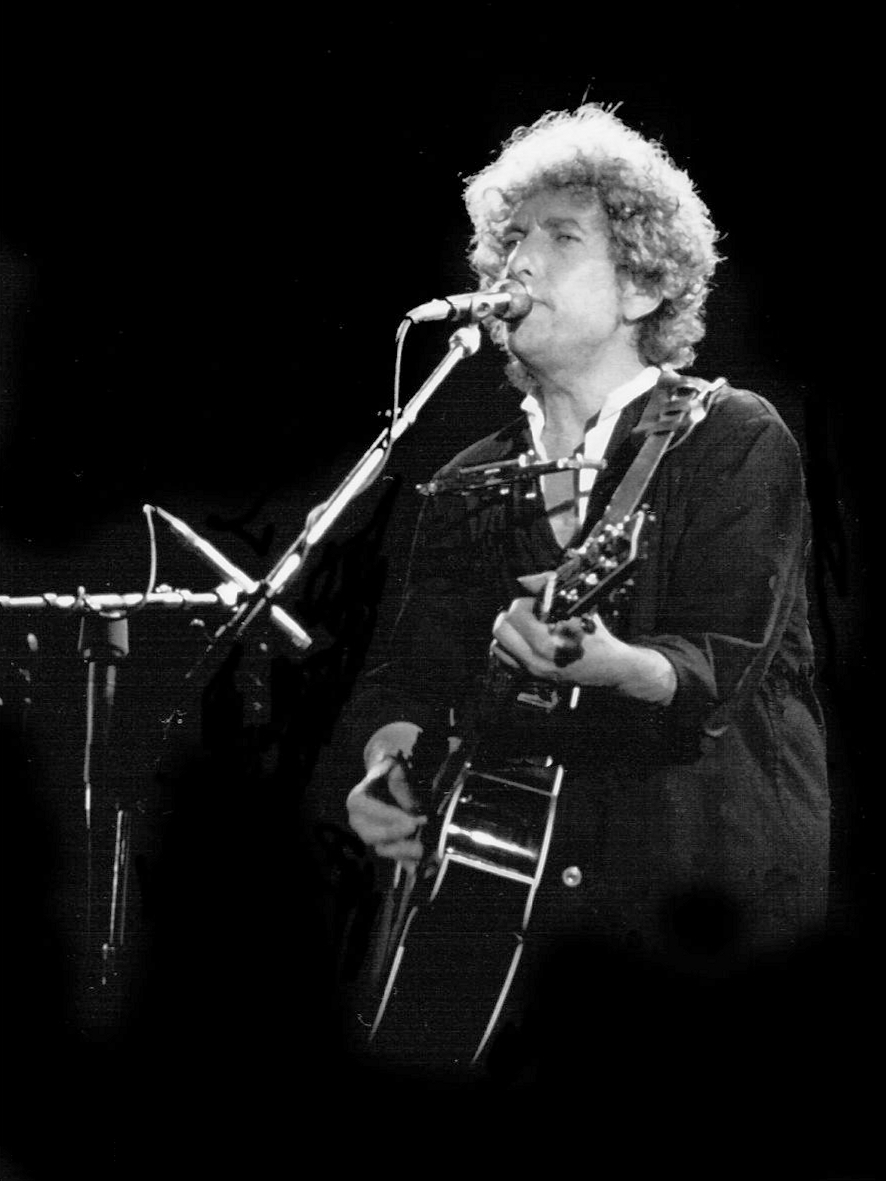
スペイン・バルセロナでのステージ（1984年）

この頃から多重録音の手法が主流となり、即興性を重んじるディランもまた時代性との狭間で試行錯誤を繰り返すことになる。そして1985年、アーサー・ベイカーの手を借り、R&B、ヒップホップを彼流に取り入れた『エンパイア・バーレスク』を発表する。しかし、このアルバムは「エモーショナリー・ユアーズ ("Emotionally Yours") 」といった曲を含みながら売上、評価ともに、同年発売のコンピレーション・アルバム『バイオグラフ』の陰に隠れて見過ごされる事態となった。この結果により、ディランはスタジオ作業に精力を傾けて商業的成功作を作ろうという気持ちを半ば諦めたともいわれる。その後の『ノックト・アウト・ローデッド』（1986年）、『ダウン・イン・ザ・グルーヴ』（1988年）は消極的なアウトテイク集にすぎないとの批判も一部から寄せられた。『ダウン・イン・ザ・グルーヴ』には、南米のいくつかの国で "Important Words" が収録されている。

#### アルバム「サン・シティ」、エイドへの参加

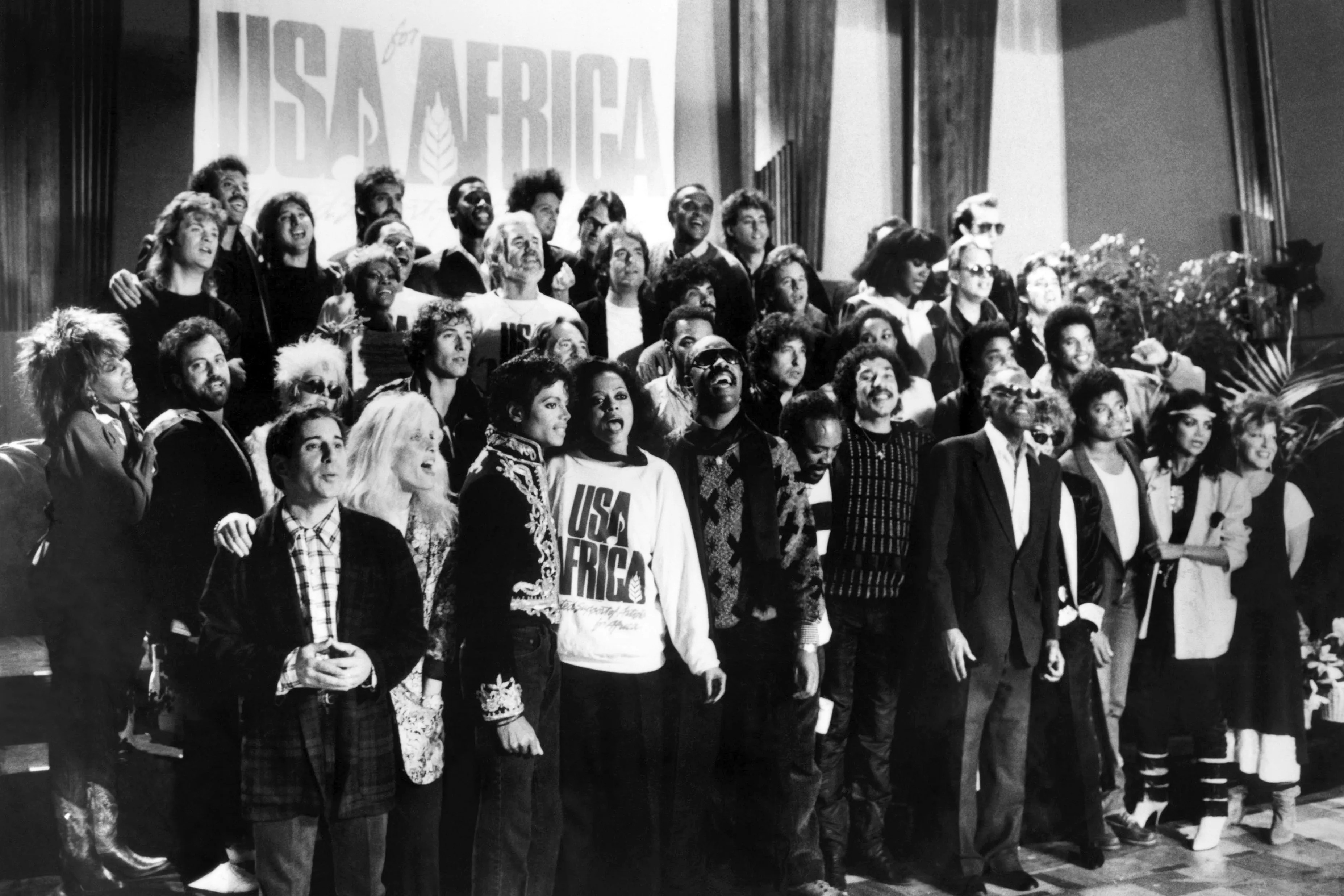
USAフォー・アフリカにてウィ・アー・ザ・ワールドを歌う

1985年にはUSAフォー・アフリカに参加し、「ウィ・アー・ザ・ワールド」のブリッジ部分でリード・ボーカルを担当した。また同年には大規模チャリティー・コンサートの「ライヴエイド」に、ローリング・ストーンズのキース・リチャーズ、ロン・ウッドとともに出演。しかし「風に吹かれて」の演奏途中でギターの弦が切れ、ウッドのギターと交換する事故が発生（ウッドはエア・ギターを演じた）。さらに、モニタースピーカーを取り払われ、ステージ裏では他の出演者が大トリの「ウィ・アー・ザ・ワールド」を練習しはじめ、リチャーズやウッドとも音を合わせられないなど最悪の状況に陥った。結局、本公演はディラン自身にとってもマスコミの評価の上でも最悪の結果に終わった。
同年、ディランは南アフリカのアパルトヘイトに抗議するレコード「サン・シティ」にも参加している。同作には前述のコンサートで共演したリチャーズを始め、リンゴ・スター、ジョージ・クリントン、ボビー・ウーマック、グランドマスター・フラッシュ、マイルス・ディヴィスらも参加していた。
ディランは、次なるチャリティー・コンサート「ファーム・エイド」でトム・ペティ&ザ・ハートブレイカーズに伴奏を依頼する。このステージを縁として、翌1986年から1987年の共演ツアーが実現し、後に大きな話題となるトラヴェリング・ウィルベリーズ結成にもつながってゆく。ハートブレイカーズとの公式音源はビデオ "Hard To Handle" に収録。また "Bob Dylan with The Heartbreakers" 名義で「バンド・オブ・ザ・ハンド」が発表された。助力を仰いだ理由としては、1980年代は売上も下降気味で、ディラン単独では大きなアリーナやスタジアムでの公演が難しく、サンタナやグレイトフル・デッドなどとパッケージを組むしかなくなっていた当時の窮状が挙げられる。しかし、『リアル・ライヴ』（1984年）、『ディラン&ザ・デッド』（1989年）の2枚のライブアルバムは最低の評価を受けた。ディランとジェリー・ガルシアは何年にも渡って、お互いに敬意を払っており、デッドのメンバーもディランの作品を聴いていることを秘密にはしなかった。ディランの手法は指示を出さず、キーやリズムの指定もしないというもので、即興演奏を得意とするザ・デッドには合っていた。
ディランは、トム・ペティを通じて知己を得たユーリズミックスのデイヴ・ステュワートに「エモーショナリィ・ユアーズ ("Emotionally Yours") 」 "When The Night Comes Falling From The Sky" のミュージック・ビデオ制作を依頼する。ディランは数年後にジョン・メレンキャンプにも依頼しているが、ミュージシャンに映像制作を依頼する理由は不明である。
また、1987年に公開された出演映画『ハーツ・オブ・ファイヤー（Hearts Of Fire）』も不評を買うなど、この時期のディランの活動はことごとく不調であった。なお、『ハーツ・オブ・ファイヤー』のサウンドトラックにはディランの曲が3曲収録されたが、廃盤となっている。他に、ディズニーの企画盤では "This Old Man" が、ウディ・ガスリーの追悼アルバムには "Pretty Boy Floyd" が収録された。
1987年に、ダニエル・ラノワのプロデュースによる『ヨシュア・トゥリー』を発表していたU2の、ワールド・ツアーのロサンゼルス公演に参加し、ボノと「アイ・シャル・ビー・リリースト」、「天国への扉」を歌った。ボノは当時、スタジオ録音に悩んでいたディランに「ラノワなら彼を上手くプロデュースできるのでは」と発言している。
1988年にはロイ・オービソン、ジョージ・ハリスン、ジェフ・リン、トム・ペティと共に覆面インスタント・ユニット、トラヴェリング・ウィルベリーズを結成し、アルバム『トラヴェリング・ウィルベリーズ Vol.1』を発売。ツアーも予定されていたが、12月6日にオービソンが心臓発作で死去したため、ツアーは実現しなかった。その後、デル・シャノンを加えた新体制で続行する可能性もあったが、シャノンは1990年2月8日に拳銃自殺してしまう。結局、残された4人で2枚目のアルバム『トラヴェリング・ウィルベリーズ Vol.3』（1990年）を発売した後、バンドは解散した。
1989年には、ボノの進言で招聘したダニエル・ラノワの助力による『オー・マーシー』を発表。ディランの持つ南部音楽志向を存分に引き出したが、売上は全盛期には遠く及ばなかった。2005年に発売された自伝には当時のレコーディングのことが詳細に記述されている。収録曲「モスト・オブ・ザ・タイム "Most of the Time" 」のミュージック・ビデオには別テイクが使われており、その音源はプロモーションCDにのみ収録された。

### 1990年代

#### ネヴァー・エンディング・ツアー

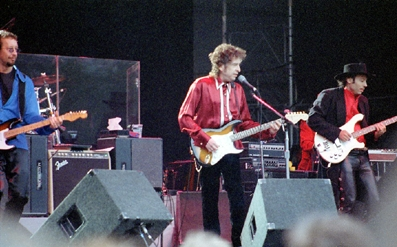
スウェーデン・ストックホルムでのステージ（1996年）

一連のスタジアムコンサートツアーを終えたディランは、1988年6月7日より小さなホールにおいて最小限のメンバーによる即興性を強調した公演活動を開始した。このツアーは「ネヴァー・エンディング・ツアー (Never Ending Tour) 」と題され、1991年にG・E・スミスのサポートメンバー脱退を以てひとまず完結した。これ以降のディランのツアーは、それぞれ別のタイトルがつけられているのだが、いつしかファンの間では、以降のディランの公演はおしなべて「ネヴァー・エンディング・ツアー」という名称で呼ばれるようになった。
この時期に至るまで、ディランの作風は大きく変化してきた。当初はパンキッシュな姿も見せたが、次第にアコースティック・ギターとハーモニカを用いた従来の作風を捨て、メロディーラインもアンサンブルも捨て、ひたすらリードギターを演奏するようになったのである。そのグルーヴ感を全面に押し出すスタイルを一部の評論家（特に小倉エージ）は「ボディ・ミュージック」とも形容した。ツアーメンバーには、テレビ番組「サタデー・ナイト・ライブ」も手がけたG・E・スミス（後述の30周年記念公演でもハウスバンドのギタリストとして、事実上のコンサートマスターであった）、ウィンストン・ワトソン（ジョン・ボーナムのような力強いドラミングで、1990年代半ばのディランを象徴した）、チャーリー・セクストン（元ソロ歌手）らが交代で参加している。
1990年に『アンダー・ザ・レッド・スカイ』を発表後、ディランはその後7年間自作曲のスタジオ・アルバムを制作しなくなった。そのことに関して、「過去にいっぱい曲を作ったので新曲を作る必要を感じない」と発言している。
その後、1997年までに発表されたものは、2枚のトラディショナル・ソングのカバー・アルバム『グッド・アズ・アイ・ビーン・トゥ・ユー』と『奇妙な世界に』、未発表曲のコンピレーション、ベスト数枚、MTVライブであった。またウィリー・ネルソンのアルバムへのゲスト参加、映画『ナチュラル・ボーン・キラーズ』への楽曲提供（ポール・アンカのカバー「ユー・ビロング・トゥ・ミー」）、マイケル・ボルトンとの共作「Time, Love And Tenderness」などもあった。
1991年2月、グラミー賞生涯功労賞（Lifetime Achievement）を受賞。授賞式では湾岸戦争開始直後の好戦気分溢れる時期でありながら、「戦争の親玉」をハードロックアレンジで歌い、聴衆を驚かせた。
同年には、それまでの過去の音源からの未発表曲を網羅した『ブートレッグ・シリーズ第1〜3集』を発表した。「アイ・シャル・ビー・リリースト」「ブラインド・ウィーリー・マクテル ("Blind Willie McTell") 」「夢のつづき ("Series Of Dreams") 」などの曲で再評価の兆しになった。
1992年10月16日にはレコードデビュー30周年を祝って、マディソン・スクエア・ガーデンで記念公演が開催され、多くのアーティストがディランの代表曲を歌った。ディランは当時、過去の人扱いにも似たこの「ボブ・フェスト（ニール・ヤングによる命名）」をよく思わず、舞台上でも時折不機嫌な表情を見せていた。また、出演者が勢ぞろいして歌った「マイ・バック・ページ」はCDでディランのボーカルが差し替えられていたりと、編集の形跡がみられる。 "Song to Woody" はPAの不備によりアルバム収録はならなかったが、アコースティック・ギター一本でリードギターを弾く「イッツ・オールライト・マ ("It's Alright, Ma (I'm Only Bleeding)") 」は満場の観客を捉えるに充分であった。
1994年、2月に8年ぶりに日本公演を行なう。4月には奈良市東大寺境内で行なわれたユネスコ主催の音楽祭『THE GREAT MUSIC EXPERIENCE '94 〜21世紀への音楽遺産をめざして〜 AONIYOSHI』のため再訪日。東京ニューフィルハーモニック管弦楽団と共に3曲(鐘をならせ("Ring Them Bells")、アイ・シャル・ビー・リリースド("I Shall Be Released")、激しい雨が降る("A Hard Rain's A-Gonna Fall"))を披露した。そのうちの1曲「はげしい雨が降る」のシンフォニックバージョンがヨーロッパ、オセアニアなどでシングルCD「ディグニティ」のカップリング曲として収録されている（国によっては「悲しきベイブ (Renaldo & Clara Version)」に差し替えられている）。
夏には「ウッドストック1994 ("Woodstock '94") 」にも出演。公式アルバムには、ディランの「追憶のハイウェイ61 ("Highway 61 Revisited") 」だけが収録された。年末にはMTVの公開番組『MTVアンプラグド』に出演。1960年代の曲を中心とした選曲で、評判となる（ディランは当初古いフォーク・ソングを演奏することに決めていたが、ソニーが反対した）。翌年『MTVアンプラグド』（1995年）のCD・ビデオが発売された。同時期、自身が設立したレーベルから、ジミー・ロジャースのトリビュートアルバムを発表。 "My Blue Eyed Jane" はエミルー・ハリス、ダニエル・ラノワとの久々の共演であった。

#### 7年ぶりのオリジナル・アルバム
1997年2月に再び訪日。5月に心臓発作で倒れ、一時は危篤状態に陥るも快癒し、復帰した。この体調不良について、ディランは「もうすぐエルヴィスに会うのかと本気で思った。」と発言している。その直後、三度ラノワと組み、7年ぶりにオリジナル・アルバムの制作が発表された。自身の公演に若いファンが訪れているのを知ったことが契機である。このアルバム『タイム・アウト・オブ・マインド』は18年ぶりに全米トップ10に到達し、グラミー賞年間最優秀アルバム賞を受賞した。同年には、息子でありロック・バンド、ザ・ウォールフラワーズ(The Wallflowers) のフロントマンでもあるジェイコブ・ディランもグラミー賞を受賞していたため、親子揃っての受賞となった。
1997年9月、イタリアのボローニャで行われたカトリック教会世界聖体大会で教皇ヨハネ・パウロ2世の前に演奏する。教皇は2万人の会衆に対して「風に吹かれて」の歌詞に基づいた説教を行った。12月にホワイトハウスにてケネディ・センター名誉賞を受賞。ビル・クリントン大統領は、「ボブほどの大きな衝撃を与えた同世代のクリエイティヴ・アーティストはおそらくほかにいない。」と献辞を贈った。1999年6月から10月、ポール・サイモンとアメリカ国内ツアーを行う。2人の著名歌手による公演のため、チケットの価格は高騰した。

### 2000年代

#### 新作のNo.1獲得

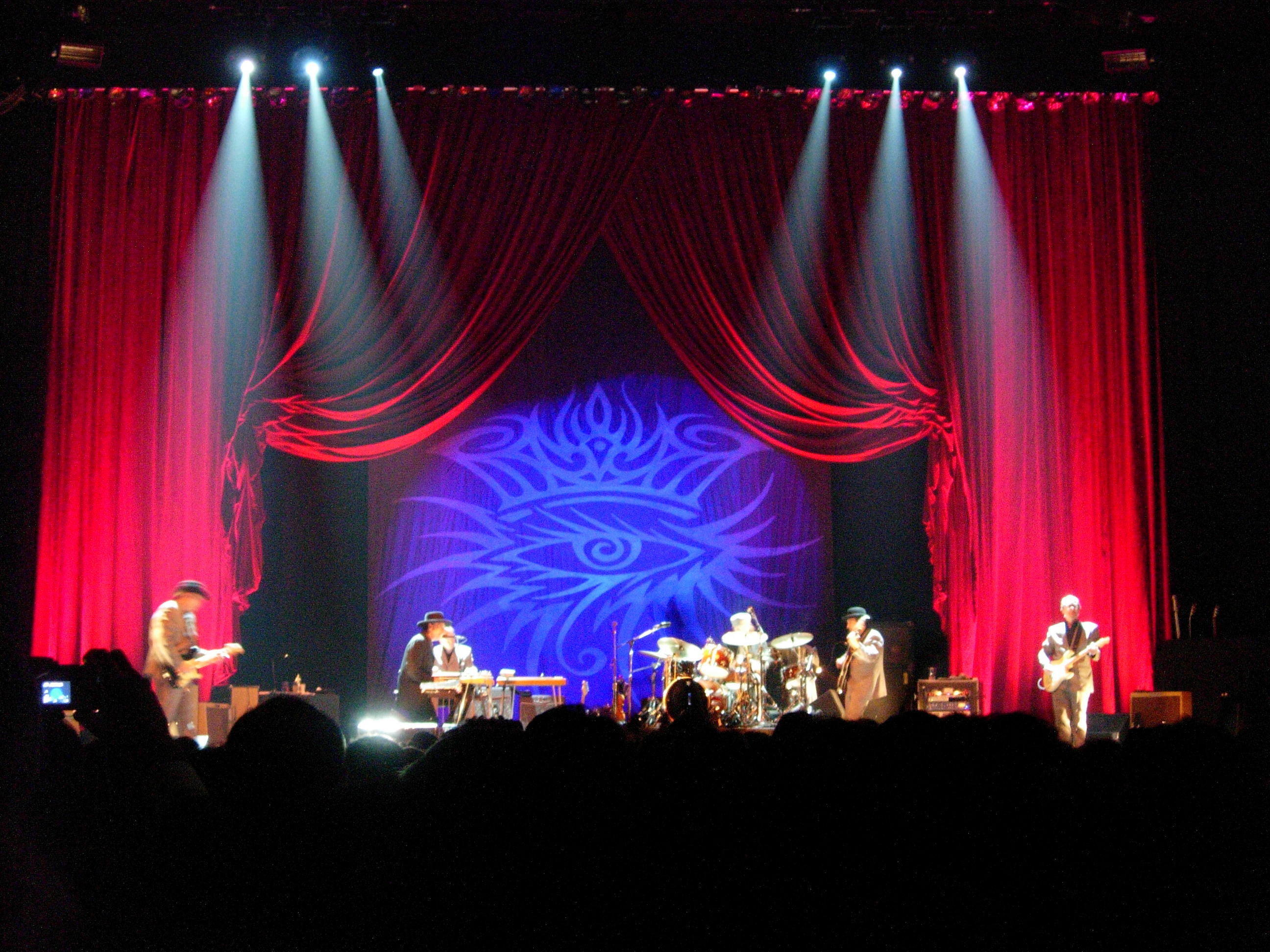
イタリア・ボローニャでのステージ（2005年）

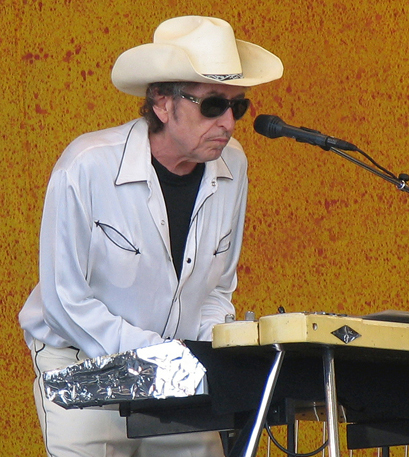
ニューオーリンズ・ジャズ&ヘリテッジ・フェスティバルで演奏するボブ（2006年）

2000年代に入ると、ディランは霊感がなくなったと発言した。またワイン販売事業にも傾倒するようになった。公演ではかつての名曲は一切歌わず、新曲を演奏するようになった。日本公演も数多く開催し、世界中での顕彰も増えた。2000年には、映画『ワンダー・ボーイズ』に新曲「シングズ・ハヴ・チェンジド」を提供。2001年に、ゴールデングローブ賞主題歌賞とアカデミー歌曲賞を受賞した。
2001年2月から3月にかけて、5度目の日本公演を行う。直後の9月11日には43枚目となるアルバム『ラヴ・アンド・セフト』を発表。奇しくもアメリカ同時多発テロ事件当日の発売であったが、21年ぶりにチャート5位以内に到達した。
2002年より、ディランはほとんどギターを演奏しなくなり、キーボードに専念するようになった。これ関して、ディランは2004年のニューズウィーク誌の取材で、ギターでは自身の望むサウンドを実現できないことを理由に挙げ、専門のキーボードプレイヤーを探そうとしたが結局自分で演奏することにしたと答えている。またソロモン・バークが2002年7月に発表したアルバム『ドント・ギヴ・アップ・オン・ミー』に、自身の未発表曲「ステップチャイルド」を提供した。
2004年3月17日、ミシガン州デトロイトでの公演で、ホワイト・ストライプスのジャック・ホワイトと共演し、ストライプスの曲を演奏した。また、この年の「Bonnaroo Festival」に出演。「入り江にそって ("Down Along The Cove") 」が、CDに収録された。
2004年10月、自筆による自伝第1作『ボブ・ディラン自伝（Chronicles: Volume One）』が出版された。ショーン・ペンによる朗読CDも発売されている。また、「ディグニティ」のデモバージョンなどが収録された同名の2枚組CDもフランスのSony BMGより発売された。
2005年7月16日に、オンライン書店Amazon.comの創立10周年記念イベントで、ノラ・ジョーンズと「アイ・シャル・ビー・リリースト」を演奏した。この模様はインターネットで配信された。また同年9月から10月はじめには、マーティン・スコセッシ監督によるドキュメンタリー『ノー・ディレクション・ホーム（No Direction Home: Bob Dylan）』がテレビで放映された。ディラン本人の他、デイヴ・ヴァン・ロンク、スーズ・ロトロ、ジョーン・バエズ、アレン・ギンズバーグ、ピート・シーガーら関係の深い人達が出演した。またサウンドトラックは未発表曲で構成され、『ノー・ディレクション・ホーム：ザ・サウンドトラック（ブートレッグ・シリーズ第7集）』として発表された。この作品は、後に劇場公開されて翌年にはDVD化、2006年4月にはピーボディ賞、2007年1月にはコロンビア大学デュ・ポン・アワードを受賞している。
2006年3月からは、ラジオ番組『Theme Time Radio Hour』で、初めてDJを務めている（アメリカの衛星ラジオ局、MX・サテライト・ラジオの「ディープ・アルバム・ロック・チャンネル」にて放送）。5月、故郷のダルースで、ディランに関する地を巡る全長1.8マイルの道路に標識が設置され、「ボブ・ディラン・ウェイ」と命名された。毎年5月には、誕生日を祝うイベントも開催されている。
同年8月29日には、5年ぶりのアルバム『モダン・タイムズ』を発表。このアルバムは、9月16日付ビルボードアルバムチャートで『欲望』以来、30年半ぶりの1位を獲得した。また、このアルバムにも収録されている「サムデイ・ベイビー("Someday Baby")」は、ビルボードで98位と23年ぶりの100位以内に到達したシングル曲となった。米ローリング・ストーン誌や英Uncut誌は、このアルバムを2006年の年間ベスト・アルバム1位に挙げ、2007年2月のグラミー賞では、『モダン・タイムズ』と「サムデイ・ベイビー」で2冠を獲得した。

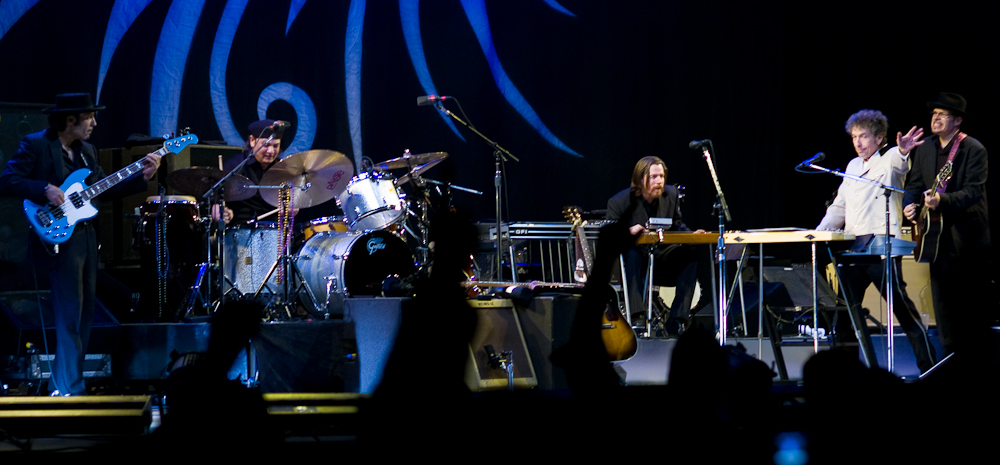
ノルウェー・オスロでのステージ。右側2番目でキーボードを弾いているのがディラン（2007年）

2007年、2008年の2年間をデビュー45周年とし、「DYLAN ICON」キャンペーンを実施。全キャリアを総括するベスト盤『DYLAN』発売を皮切りに、「我が道を行く("Most Likely You Go Your Way (And I'll Go Mine)") 」のリミックスの発表、「ニューポート・フォーク・フェスティバル」完全版DVD化、『オー・マーシー』から『モダン・タイムス』のアウトテイクやライブ音源などを収録した『テル・テイル・サインズ（ブートレッグ・シリーズ第8集）』の発売など、ディランの再評価を象徴する動きが見られた。
2007年10月には初の個展となる「The Drawn Blank Series」が、ドイツのケムニッツにて開催された。これは、1989年 - 1992年の間に描いたスケッチ（1994年に画集 "Drawn Blank" として発刊された）をもとに、ディラン自身が新たに手を加えて制作された絵画の展覧会である。2008年にはロンドンでも開催され、以後世界各地で展開されている。日本でも、2010年11月に六本木で開催された。
2008年には「卓越した詩の力による作詞がポピュラー・ミュージックとアメリカ文化に大きな影響与えた」としてピューリッツァー賞特別賞を受賞した。2009年4月、スタジオ・アルバム33作目となる『トゥゲザー・スルー・ライフ』を発売。ビルボード200と全英アルバム・チャートの両チャートで初登場1位を記録した。10月、売上印税を国際的な慈善機関に寄付するクリスマス・アルバム『クリスマス・イン・ザ・ハート』を発売。

### 2010年代
2010年3月、9年ぶり6度目の日本公演で、Zepp OsakaとZepp Nagoya、Zepp Tokyoの3か所で行われた。
レコードデビュー50周年を迎えた2012年には、バラク・オバマ大統領より大統領自由勲章（文民に贈られる最高位の勲章）が授与された。9月には、35作目となる『テンペスト』を発売した。
2017年、収録曲が全てカバーソングであるCD3枚組のアルバム『トリプリケート』を発売した。

#### ノーベル文学賞受賞
2016年10月13日、「アメリカ音楽の伝統を継承しつつ、新たな詩的表現を生み出した功績」を評価され、歌手としては初めてノーベル文学賞受賞が決定した。発表からしばらく沈黙を守っていたが、同月28日に授賞を受け入れると発表した。2週間も沈黙し続けた理由について、「あまりの事に、言うべき言葉が見つからなかった」と答えている。その後、11月16日、スウェーデン・アカデミーは本人から先約があるためノーベル賞授賞式に欠席すると書簡が送られてきたとして、ディランが授賞式に欠席すると発表した。同アカデミーによると、ディランは書簡で「非常に光栄」で、自ら賞を受け取りたかったと書いていたとする。
ノーベル賞の賞金を受け取るには記念講演を行うことが条件で、2017年4月、ディランはノーベル賞のメダルと証書は手にしたが、同年6月10日までに講演を行う必要があった。2017年6月5日、アカデミーはディランから受賞講演が送付されたと発表した。この公演がいつどのように行われたものか（公演を公開しているノーベル賞の公式YouTubeチャンネルによれば、2017年6月4日にロサンゼルスで収録されたとの記述がある）、単なる音声記録で代替したものであるのか、詳細は明確でないが、これによりディランは賞金の800万スウェーデン・クローナ（約1億円）を受け取ることが確定した。27分の講演の音声とテキストがアカデミーのウェブサイトで公開されていて、内容は、バディ・ホリーへの憧れを語り、『白鯨』、『西部戦線異状なし』、『オデュッセイア』を例に自身が受けた影響、そこから“歌とは何か”へと向かう考察を行うものとなっている。

### 2020年代
2020年、自身のYouTubeチャンネルで、以下の3曲を発表した。
- 「最も卑劣な殺人（英語版）」（3月26日発表）
- 「アイ・コンテイン・マルチチュード（英語版）」（4月17日発表）
- 「偽預言者（英語版）」（5月8日発表）

6月19日、上記の3曲を含む、8年ぶりとなるオリジナルアルバム『ラフ&ロウディ・ウェイズ』を発売した。
2020年4月に日本公演（追加公演を含めて4会場15公演）を予定していたが、世界的な新型コロナウイルス感染症の流行のため中止となった。12月7日、ユニバーサル ミュージック グループが、ディランの全楽曲の著作権を取得したと発表した。
2022年1月24日に米国のソニー・ミュージックエンタテインメントは、今後の新曲を含むディランの全楽曲の原盤権を取得したことを発表した。

## 同時代人の評価・語録など
- 「ディランは最高だった」 - ジョン・レノン
- 「自分達が難解な歌詞を曲にできるようになったのは、ボブ・ディランが売れた前例のおかげ」 - スティーリー・ダン
- 「ボブ・ディランのような歌詞を、フィル・スペクターのようなサウンドに乗せて、ロイ・オービソンのように歌いたかった」 - ブルース・スプリングスティーン
- 「デイランの声は彼の歌詞ほどはいただけない。でも、歌詞は特級品だ。セルデン・ロッドマンが初めてそれを言ったのだが、デイランはこの時代最高の作詞家である、と。ぼくもそう言いたい。他の抒情詩人のように、彼は自分の歌詞を朗読する必要はないのだ。あれは歌という体裁をとった詩なのだ」 -ノーマン・メイラー[146]
- 天使がきみの魂を新たな誕生へと誘ってくれる/そのとき、きみに真実を教えてくれたのは麻薬やきみが盗んだ金ではなかった/神そのものが入ってきたのだ/かがやく美しいきみの魂に（「ディランの詩集を読んで」） -アレン・ギンズバーグ[147]
- ディラン効果 …歌のあるフレーズが頭の中から離れない「イヤーワーム」の別称。一説にディランの歌がイヤーワームを起こしやすかったことから。

### 日本への影響
ディラン・ファンのフォーク歌手は1960年代から岡林信康、高田渡、加川良などかなりの人数がいた。だが、レコードの売上は伸びなかった。レコードの売上が伸びる契機となったのは、ディランの影響を強く受けた吉田拓郎が、1970年代初頭にラジオの深夜放送や音楽誌の取材などでディランを熱心に語ったことが一つの原因であるといわれている。従来ディランは日本での知名度はあってもレコードは売れなかったが、この影響によりCBSソニーが販売していたディランのレコード売上は以前の5倍になった。1973年には吉田拓郎の選曲により、ソニーからディランのベスト盤『BOB DYLAN; Gift Pack Series10』が発売された。みうらじゅんや浦沢直樹は、吉田拓郎を通してディランを知ったと語っている。また、ガロの大ヒット曲「学生街の喫茶店」の歌詞にも「ボブ・ディラン」が登場していた。ディラン・ファンの作家も多く、村上春樹の『世界の終りとハードボイルド・ワンダーランド』や伊坂幸太郎の『アヒルと鴨のコインロッカー』などの文学作品にも登場する。

### ディランに影響を受けたミュージシャン
- ザ・ビートルズ
- エリック・クラプトン
- ジミ・ヘンドリックス
- デヴィッド・ボウイ
- マーク・ボラン
- イギー・ポップ
- トム・ウェイツ
- ブルース・スプリングスティーン
- パティ・スミス
- マーク・ノップラー
- トム・ペティ
- U2
- ガンズ・アンド・ローゼズ
- ニック・ケイヴ
- オアシス
- ジェフ・バックリィ
- エリオット・スミス
- PJ ハーヴェイ
- ホワイト・ストライプス
- ベック
- エド・シーラン
- 岡林信康
- 吉田拓郎
- 井上陽水
- 佐野元春
- 桑田佳祐
- 浜田省吾

ほか多数。

### ボブ・ディラン・ファンの著名人
- スティーブ・ジョブズ
- ピーター・バラカン
- カズオ・イシグロ - 2017年ノーベル文学賞受賞者。受賞の際には「（前年の受賞者である）ボブ・ディランの次に受賞なんて、素晴らしい。大ファンなんです」と語った[157]。
- 湯浅学
- みうらじゅん

## ディスコグラフィ

### スタジオ・アルバム
- 『ボブ・ディラン』 (1962年)
- 『フリーホイーリン・ボブ・ディラン』 (1963年)
- 『時代は変る』 (1964年)
- 『アナザー・サイド・オブ・ボブ・ディラン』 (1964年)
- 『ブリンギング・イット・オール・バック・ホーム』 (1965年)
- 『追憶のハイウェイ61』 (1965年)
- 『ブロンド・オン・ブロンド』 (1966年)
- 『ジョン・ウェズリー・ハーディング』 (1967年)
- 『ナッシュヴィル・スカイライン』 (1969年)
- 『セルフ・ポートレイト』 (1970年)
- 『新しい夜明け』 (1970年)
- 『ビリー・ザ・キッド』 (1973年)
- 『ディラン』 (1973年)
- 『プラネット・ウェイヴズ』 (1974年)
- 『血の轍』 (1975年)
- 『地下室 (ザ・ベースメント・テープス)』 (1975年)
- 『欲望』 (1976年)
- 『ストリート・リーガル』 (1978年)
- 『スロー・トレイン・カミング』 (1979年)
- 『セイヴド』 (1980年)
- 『ショット・オブ・ラブ』 (1981年)
- 『インフィデル』 (1983年)
- 『エンパイア・バーレスク』 (1985年)
- 『ノックト・アウト・ローデッド』 (1986年)
- 『ダウン・イン・ザ・グルーヴ』 (1988年)
- 『オー・マーシー』 (1989年)
- 『アンダー・ザ・レッド・スカイ』 (1990年)
- 『グッド・アズ・アイ・ビーン・トゥ・ユー』 (1992年)
- 『奇妙な世界に』 (1993年)
- 『タイム・アウト・オブ・マインド』 (1997年)
- 『ラヴ・アンド・セフト』 (2001年)
- 『モダン・タイムズ』 (2006年)
- 『トゥゲザー・スルー・ライフ』 (2009年)
- 『クリスマス・イン・ザ・ハート』 (2009年)
- 『テンペスト』 (2012年)
- 『シャドウズ・イン・ザ・ナイト』 (2015年)
- 『フォールン・エンジェルズ』 (2016年)
- 『トリプリケート』 (2017年)
- 『ラフ&ロウディ・ウェイズ』 (2020年)
- 『シャドウ・キングダム（英語版）』 (2023年)

## 日本公演
- 1978年
2月20日・21日・23日・28日・3月1日・2日・3日・4日：日本武道館、24日・25日・26日：松下電器体育館
- 1986年
3月5日・10日：日本武道館、6日：大阪城ホール、8日：愛知県体育館、
- 1994年
2月5日：仙台サンプラザホール、7日：横浜文化体育館、8日・9日：日本武道館、11日：名古屋センチュリーホール、12日：大阪城ホール、14日・15日：九州厚生年金会館、16日：広島厚生年金会館、18日：浦和市文化センター、20日：NHKホール
5月20日・21日・22日：The Great Music Experience 奈良・東大寺
- 1997年
2月9日・10日・11日：東京国際フォーラムホールA、13日：倉敷市民会館、14日：福岡サンパレス、16日：名古屋センチュリーホール、17日：フェスティバルホール、18日：大阪厚生年金会館、20日：仙台サンプラザホール、22日：秋田県民会館、24日：北海道厚生年金会館
- 2001年
2月25日：大宮ソニックシティ、27日：仙台サンプラザホール、28日：秋田県民会館、3月2日：パシフィコ横浜国立大ホール、3日・4日：東京国際フォーラムホールA、6日・7日：大阪厚生年金会館、9日：福岡サンパレス、10日：広島厚生年金会館、12日：名古屋市公会堂、13日：アクトシティ浜松大ホール、14日：日本武道館
- 2010年
3月11日・12日・13日・15日・16日：Zepp Osaka、18日・19日：Zepp Nagoya、21日・23日・24日・25日・26日・28日・29日：Zepp Tokyo
- 2014年
3月31日・4月1日・3日・4日・5日・7日・8日・9日・10日：Zepp DiverCity Tokyo、4月13日・14日：Zepp Sapporo、4月17日・18日：Zepp Nagoya、4月19日：Zepp Fukuoka、4月21日・22日・23日：Zepp Namba
- 2016年
4月4日・5日・6日：Bunkamuraオーチャードホール 、9日：東京エレクトロンホール宮城、11日・12日：フェスティバルホール、13日：フェスティバルホール（追加公演）、15日：名古屋センチュリーホール（名古屋国際会議場 センチュリーホール）、18日・19日：Bunkamuraオーチャードホール、21日・22日：Bunkamuraオーチャードホール（追加公演）、23日：東京ドームシティホール（追加公演）、25日・26日：Bunkamuraオーチャードホール、28日：パシフィコ横浜 国立大ホール[注釈 40]
- 2018年
7月29日：FUJI ROCK FESTIVAL 苗場スキー場[注釈 41]
- 2023年
4月6日・7日・8日：フェスティバルホール、11日・12日・14日・15日・16日：東京ガーデンシアター、18日・19日・20日：愛知県芸術劇場